# Heil dir im Siegerkranz
Heil dir im Siegerkranz (Salve a ti en la corona de la victoria) fue desde 1871 hasta 1918 uno de los tres himnos nacionales no oficiales del Imperio alemán. No fue un himno nacional en el sentido como lo entendemos hoy en día, fue más bien un himno imperial.
Por dos razones, esta canción no fue popular en todo el imperio: la primera fue que no fue bien acogida por círculos nacionalistas alemanes ni por los Estados del sur de Alemania, como Baviera, pues compartía la melodía con el himno británico God save the King, y la segunda razón es porque después de la Primera Guerra Mundial el Imperio alemán colapsó. Heil dir im Siegerkranz terminó siendo sustituido por el popular himno Das Lied der Deutschen que al final se convirtió en el himno oficial de la República de Weimar.
Se señala que la melodía tiene su origen en la compuesta para celebrar la curación del rey Luis XIV que sufría de fístulas anales. No está claro si la canción fue adaptada por Händel que la habría vendido a la monarquía hannoveriana como himno real. La traducción latina Domine, salvum fac regem, se convirtió en himno real francés hasta 1792.
Versiones del mismo, con letras diferentes, son el himno nacional de Liechtenstein (Oben am jungen Rhein), el himno real de Noruega (Kongesangen) y el himno nacional del Reino Unido (God save the King).

## Letras
La letra fue escrita por Heinrich Harries en 1790 en honor al rey Cristián VII de Dinamarca. El texto original fue adaptado después por Balthasar Gerhard Schumacher en 1793 para su uso en el Reino de Prusia, posteriormente fue usado en el Imperio alemán.
| Heil dir im Siegerkranz | | |
| Verso                   | Alemán | Español |
| 1.                      | Heil dir im Siegerkranz, Herrscher des Vaterlands, Heil, Kaiser, dir! Fühl in des Thrones Glanz, Die hohe Wonne ganz, Liebling des Volks zu sein, Heil Kaiser, dir!         | Viva tu corona victoriosa, Soberano de la patria, ¡Te saludamos, Káiser! Siente desde el brillo del trono, La más completa felicidad, Por ser el favorito de tu pueblo, ¡Te saludamos, Káiser!                |
| 2.                      | Nicht Roß und Reisige, Sichern die steile Höh', Wo Fürsten steh'n! Liebe des Vaterlands, Liebe des freien Manns, Gründen den Herrscher Thron, Wie Fels im Meer!             | Ni los corceles o caballeros, Pueden defender la torre alta, ¡Donde los príncipes resisten! El amor de la patria, El amor de los hombres libres, Refuerzan el trono del soberano, ¡Como rocas en el mar!      |
| 3.                      | Heilige Flamme, glüh', Glüh' und erlösche nie, Fürs Vaterland! Wir alle stehen dann, Mutig für einen Mann, Kämpfen und bluten gern, Für Thron und Reich!                    | Llama sagrada, brilla, Brilla y nunca te extingas, ¡Por la patria! Entonces todos permaneceremos, Valientes como un solo hombre, Felizmente luchando y sangrando, ¡Por el trono y el imperio!                 |
| 4.                      | Handel und Wissenschaft, Heben mit Mut und Kraft, Ihr Haupt empor! Krieger- und Heldentat, Finden ihr Lorbeerblatt, Treu aufgehoben dort, An deinem Thron!                  | Comercio y ciencia, Levantadas con valor y fuerza, ¡Tú las diriges desde lo alto! Los guerreros y sus hazañas heroicas, Encuentran sus laureles de gloria, Lealmente preservados, ¡En tu trono!               |
| 5.                      | Dauernder stets zu blüh'n, Weh' unsre Flagge kühn, Auf hoher See! Ha, wie so stolz und hehr, Wirft über Land und Meer, Weithin der deutsche Aar, Flammenden Blick!          | Continua floreciendo eternamente, Nuestra bandera ondee audaz, ¡En alta mar! Ah!, que orgullosa y majestuosa, Lanzas sobre tierra y mar, Grandiosa águila alemana, ¡Tu brillante mirada!                      |
| 6.                      | Sei, Kaiser Wilhelm, hier, Lang' deines Volkes Zier, Der Menschheit Stolz! Fühl' in des Thrones Glanz, Die hohe Wonne ganz, Liebling des Volkes zu sein, Heil, Kaiser, dir! | Se aquí, Káiser Wilhelm, Extensamente aclamado por tu pueblo, ¡Orgullo de la humanidad! Siente desde el brillo del trono, La más completa felicidad, Por ser el favorito de tu pueblo, ¡Te saludamos, Káiser! |